# Colbitz
Colbitz est une commune allemande de Saxe-Anhalt, qui se situe dans l'arrondissement de Börde.

## Situation géographique
Colbitz est situé environ 20 km au nord de Magdebourg, au sud-est de la lande Colbitz-Letzlinger Heide.

## Économie
- Brasserie Colbitzer Heide-Brauerei.

## Personnalités liées à la commune
- Johann Heinrich Schulze.
- Philip Wiegratz.